# Brachycephalus toby
Espèce
Brachycephalus toby est une espèce d'amphibiens de la famille des Brachycephalidae.

## Répartition
Cette espèce est endémique de l'État de São Paulo au Brésil. Elle se rencontre vers 750 m d'altitude sur le Morro do Corcovado à Ubatuba.

## Publication originale
- Haddad, Alves, Clemente-Carvalho & Reis, 2010 : A new species of Brachycephalus from the Atlantic Rain Forest in São Paulo State, southeastern Brazil (Amphibia: Anura: Brachycephalidae). Copeia, vol. 2010, no 3, p. 410-420.